# San Isidro (Vázquez de Coronado)
San Isidro es el primer distrito y ciudad cabecera del cantón de Vázquez de Coronado, en la provincia de San José, de Costa Rica.
Esta ciudad es una de las más importantes del Gran Área Metropolitana, destaca además por su templo neogótico, debido a su estilo arquitectónico y altura, la Parroquia San Isidro Labrador.

## Toponimia
El nombre del distrito proviene en honor a Isidro Labrador, santo y agricultor español y patrono del distrito de San Isidro y de la Iglesia de San Isidro Labrador, localizada en el centro del distrito.

## Historia
En el registro de linderos de los barrios y cuarteles del citado departamento de 30 de noviembre, de 1841, lo que hoy constituye parte del cantón, conformaba el cuartel de San Isidro del Barrio San Juan. La modesta población fue bautizada en 1864 con el nombre de San Isidro de Arenilla. Se le dio esa denominación porque el primer colonizador, Carlos Zúñiga, llevó dentro de sus pertenencias una imagen de San Isidro Labrador, motivo por el cual sus pobladores, católicos y agricultores todos, eligieron como patrono a este Santo. 
La primera ermita se estableció en 1864, la cual fue bendecida por el cura del distrito de San Vicente, hoy Moravia constituido en cantón. En el año de 1878 se erigió la Parroquia, con advocación a San Isidro Labrador.
En 1872, San Isidro de la Arenilla pasó a ser distrito del cantón San José. Durante la primera administración de Ricardo Jiménez Oreamuno, el 15 de noviembre de 1910, en ley n.º 17, se le otorgó el título de Villa al barrio de San Isidro, cabecera del nuevo cantón que se creó en esa oportunidad. Posteriormente el 10 de enero de 1968, en el gobierno de José Joaquín Trejos Fernández, se decretó la Ley n.º 4045, que le confirió a la villa, la categoría de Ciudad. La primera escuela se construyó en 1886, en la administración de Bernardo Soto Alfaro, con el nombre de José Ana Marín Cubero. En 1961, se inauguró un nuevo edificio escolar para la citada escuela, en el gobierno de Mario Echandi Jiménez. El Liceo de Coronado inició sus actividades docentes en marzo de 1970, en el gobierno de José Joaquín Trejos Fernández.
En 1911 se llevó a cabo la primera sesión del Concejo de Vázquez de Coronado, integrado por los regidores propietarios Ramón Arias, Presidente, Higinio Vargas, Vicepresidente, y Juan Mata como Fiscal. El secretario Municipal fue don José Ballestero y el jefe Político don Gil Vega. La cañería se inauguró el 14 de enero de 1912, en el primer gobierno de Ricardo Jiménez Oreamuno.

## Ubicación
Se ubica en el sur del cantón, limita al noroeste con el distrito de Dulce Nombre de Jesús, al oeste con el distrito de Patalillo, al sur con el cantón de Goicoechea y al noreste con el distrito de San Rafael.

## Geografía
San Isidro cuenta con un área de 5,16 km² y una altitud media de 1385 m s. n. m.

## Demografía
Para el año 2022, San Isidro cuenta con una población estimada de 18 377 habitantes, y para el último censo efectuado, en 2011, San Isidro contaba con una población de 16 625 habitantes.

## Localidades
- Barrios: Álamos, Alpes, Arias, Brisa, Cedros, Corazón de Jesús, Durazno, Girasoles (parte), Huacas, Magnolias, Mercedes, Monte Azul, San Francisco, San Martín, Villa Solidarista.

Otras comunidades son Colonia Irazú, Corazón de Jesús, Las Brisas, Las Mercedes, Los Alpes, Los Cedros , Quintana de los Reyes, San Antonio (parte), San Francisco, Santa Juliana, Villa Eleonora, Villa Flores, Villas Paseo del Río

## Cultura

### Educación
Ubicadas propiamente en el distrito de San Isidro se encuentran los siguientes centros educativos:
- Amadita Primary School
- Colegio Enrique Malavassi Vargas
- Colegio Teresiano
- Escuela de San Francisco
- Escuela José Ana Marín
- Liceo de Coronado

### Salud

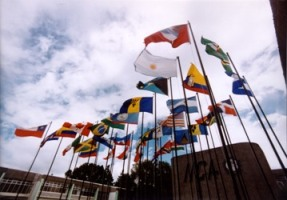
Sede central del IICA en San Isidro.

En el distrito de San Isidro se encuentra el Centro de Salud Integral de Vázquez de Coronado, que atiende emergencias las 24 horas y su consulta externa funciona de 6 a. m. a las 10 p. m. de lunes a viernes y sábados de 6 a. m. a 1 p. m. Se atienden emergencias de todo tipo, a partir de las 8 p. m. y se brinda apoyo a los cantones de Goicoechea y Moravia que no cuentan con servicios de emergencias las 24 horas, ni sábados, ni domingos ni días feriados.

### Sitios de interés
- Canal Coronado TV
- Comité Olímpico Nacional
- Estadio Municipal El Labrador

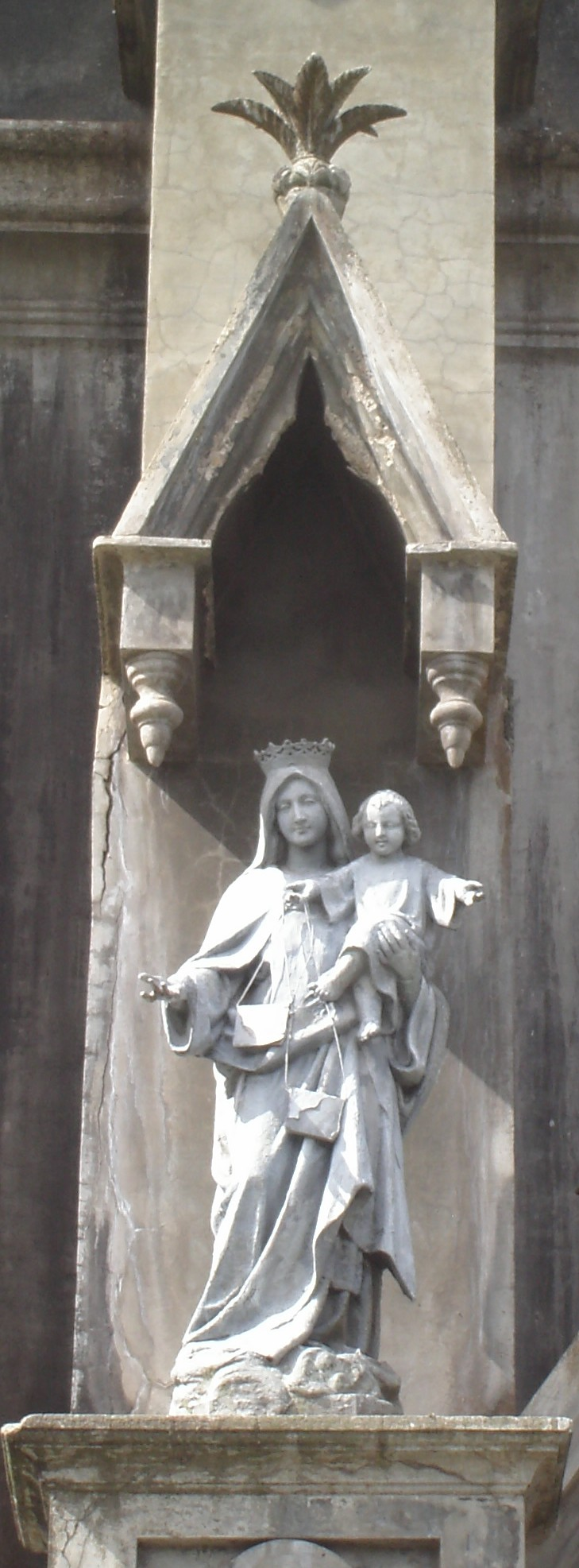
Nicho en fachada de Parroquia de San Isidro.

- Instituto Interamericano de Cooperación para la Agricultura (IICA)
- Municipalidad de Vázquez de Coronado
- Parroquia de San Isidro Labrador

## Transporte

### Carreteras
Al distrito lo atraviesan las siguientes rutas nacionales de carretera:
- Ruta nacional 102
- Ruta nacional 216

## Concejo de distrito
El concejo de distrito de San Isidro vigila la actividad municipal y colabora con los respectivos distritos de su cantón. También está llamado a canalizar las necesidades y los intereses del distrito, por medio de la presentación de proyectos específicos ante el Concejo Municipal. La presidenta del concejo del distrito es la síndica propietaria del partido Republicano Social Cristiano, Ana Lucrecia Durán Fernández.
El concejo del distrito se integra por:
| #                       | Partido                              | Nombre                        |
| Síndico propietario     | Síndico propietario                  | Síndico propietario           |
| ----------------------- | ------------------------------------ | ----------------------------- |
| 1                       | Partido Republicano Social Cristiano | Ana Lucrecia Durán Fernández  |
| Síndico suplente        |                                      |                               |
| 2                       | Partido Republicano Social Cristiano | Errol Sabat Lara              |
| Concejales propietarios |                                      |                               |
| 3                       | Partido Republicano Social Cristiano | Nuria Piedra Gamboa           |
| 4                       | Partido Auténtico Labrador           | Reina Violeta Bejarano Vargas |
| 5                       | Partido Liberación Nacional          | Diana Serrano Rodríguez       |
| 6                       | Partido Acción Ciudadana             | Cristina Jiménez Araya        |
| Concejales suplentes    |                                      |                               |
| 7                       | Partido Republicano Social Cristiano | Carlos Alberto Blanco Solís   |
| 8                       | Partido Auténtico Labrador           | José Ramón Mora Sánchez       |
| 9                       | Partido Liberación Nacional          | Juan Enrique Calvo Vásquez    |
| 10                      | Partido Acción Ciudadana             | Rodolfo Sánchez Leitón        |